# Aegiochus coroo
Aegiochus coroo is een pissebed uit de familie Aegidae. De wetenschappelijke naam van de soort is voor het eerst geldig gepubliceerd in 1983 door Bruce.